# 布萊斯灣
62°28′S 60°20′W / 62.467°S 60.333°W

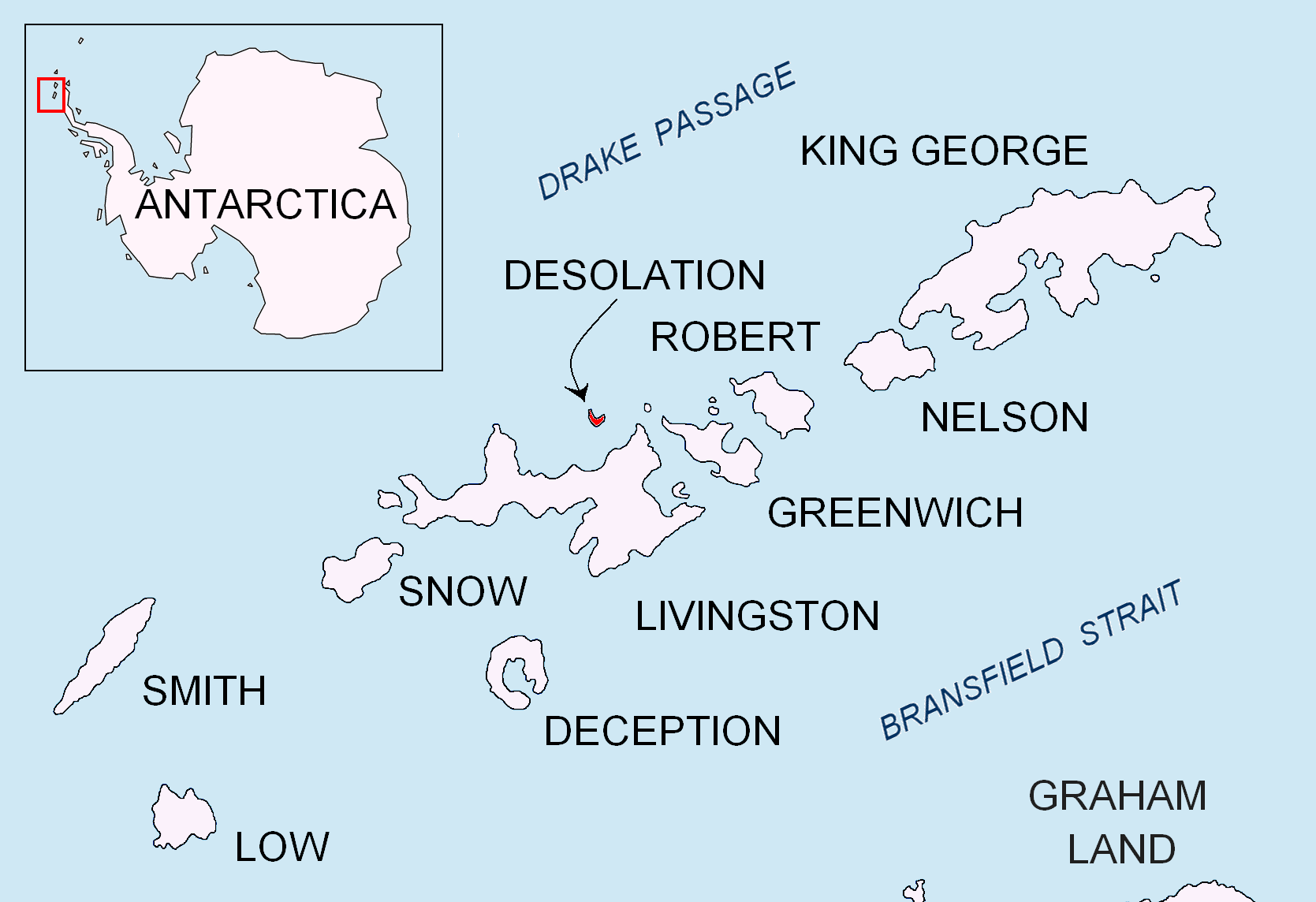

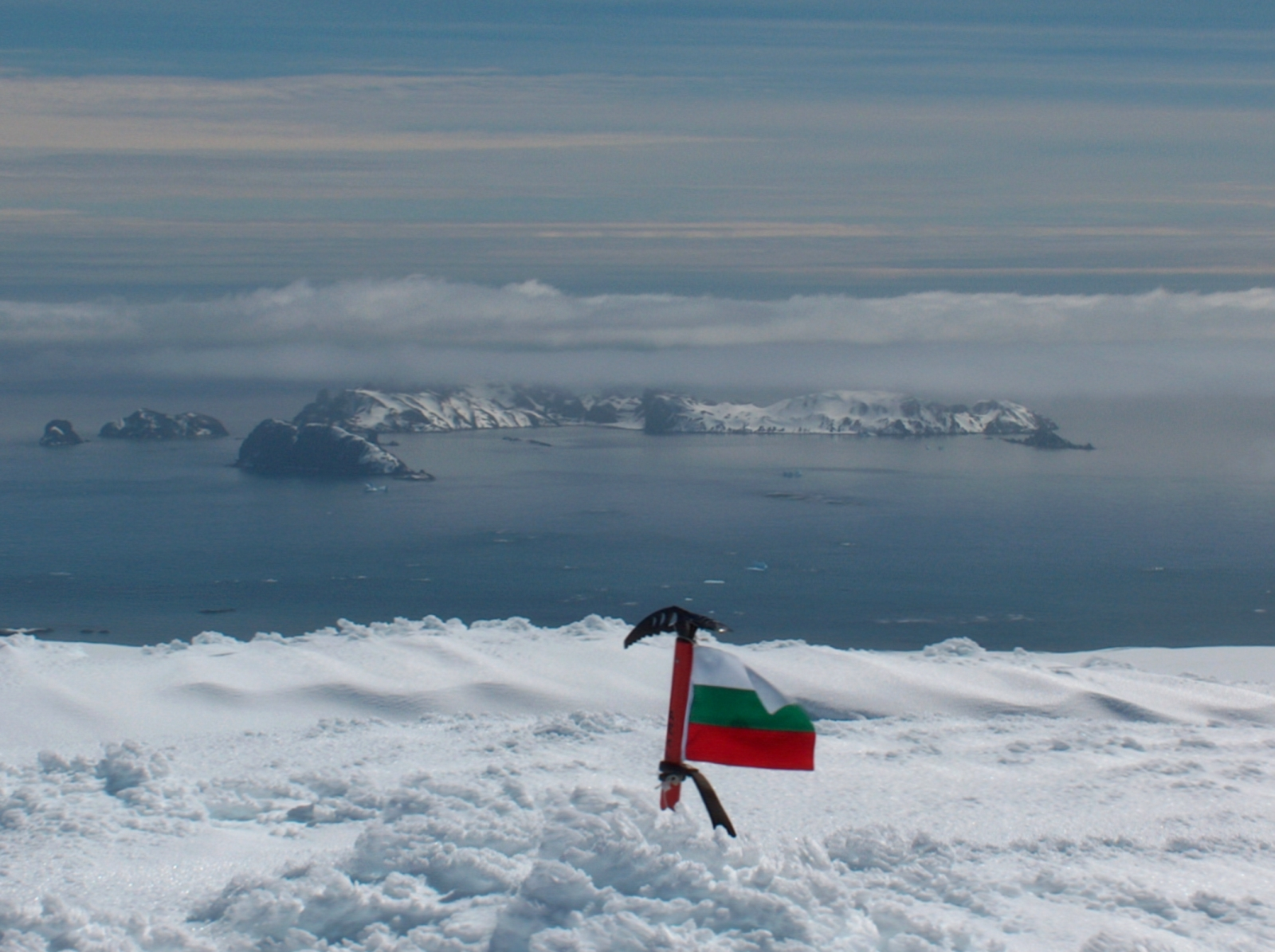

布萊斯灣是南極洲的海灣，位於南設得蘭群島的德瑟萊申島東南面，東北面是克拉吉島，該海灣現時由南極條約體系管理。

## 外部連結
- SCAR Composite Antarctic Gazetteer（页面存档备份，存于）.